# 圣乔治阿尔蒙
圣乔治阿尔蒙（法語：Saint-Georges-Armont，法語發音：[sɛ̃ ʒɔʁʒ aʁmɔ̃]）是法国杜省的一个市镇，位于该省北部偏东，属于蒙贝利亚尔区。

## 地理
圣乔治阿尔蒙（47°23'56"N, 6°33'25"E）面积4.74 平方千米，位于法国勃艮第-弗朗什-孔泰大區杜省，该省份为法国东部内陆省份，北起上索恩省，西接汝拉省，东部及东南部与瑞士接壤，东北部与贝尔福地区省接壤。
与圣乔治阿尔蒙接壤的市镇（或旧市镇、城区）包括：杜河畔蓬皮埃尔、昂特伊、朗村、派德克莱瓦勒。

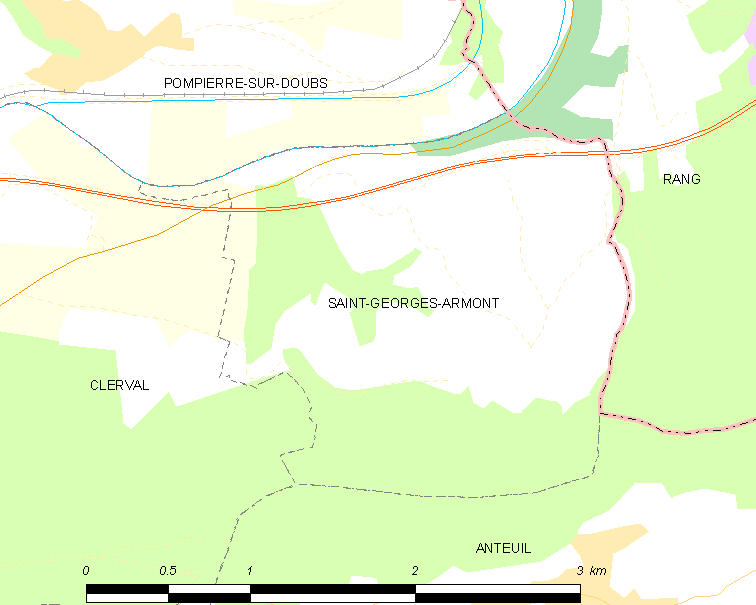
圣乔治阿尔蒙的OSM定位图

圣乔治阿尔蒙的时区为UTC+01:00、UTC+02:00（夏令时）。

## 行政
圣乔治阿尔蒙的邮政编码为25340，INSEE市镇编码为25516。

## 政治
圣乔治阿尔蒙所属的省级选区为巴旺县。

## 人口

1962-2008年间圣乔治阿尔蒙人口变化图示

圣乔治阿尔蒙于2022年1月1日时的人口数量为125人。